# Општина Опоље
Општина Опоље је формирана 26. јула 1990. године поделом дотадашње општине Драгаш на општину Опоље и општину Гора. Седиште општине је било у насељу Бродосавце. Ова општина је постојала до 3. новембра 1992. године када је припојена општини Призрен. Након окончања НАТО агресије на СРЈ и доласка УНМИК-а на простор АП Косово и Метохија, њен простор је припојен општини Гора са којом је формирао нову општину под називом Драгаш.

## Насељена места у општини Опоље
| - Белоброд - Бљач - Брезна - Бродосавце - Брут - Бузец - Буча | - Заплужје - Згатар - Зјум - Зрзе - Капра - Косовце | - Куклибек - Куковце - Плава - Плајник - Ренце - Шајновац |